# Oryzomys palustris
Chuột gạo đồng lầy (Oryzomys palustris) là một loài gặm nhấm Bắc Mỹ nửa ở nước trong họ Cricetidae. Chúng thường xuất hiện trong môi trường vùng đất ngập nước, chẳng hạn như đầm lầy và đầm lầy muối. Chúng được tìm thấy chủ yếu ở miền đông và miền nam Hoa Kỳ, từ New Jersey và nam Kansas đến Florida và đông bắc Tamaulipas, Mexico; phạm vi của chúng trước đây đã mở rộng hơn nữa về phía tây và phía bắc nơi chúng có thể đã có sự hội sinh trong trong các cộng đồng trồng chọt. Loài vật này có trọng lượng khoảng từ 40 đến 80 g (1,4 đến 2,8 oz), chuột gạo đồng lầy là loài gặm nhấm kích cỡ trung bình giống với chuột màu đen và nâu phổ biến. Phần trên thường có màu xám nâu, nhưng có màu đỏ ở nhiều quần thể ở Florida. Bàn chân cho thấy một số đặc tính dành cho cuộc sống dưới nước. Hộp sọ lớn và phẳng, và ngắn ở phía trước.
John Bachman đã khám phá ra loài chuột gạo đồng lầy vào năm 1816 và được mô tả chính thức vào năm 1837. Một số loài phụ đã được mô tả từ những năm 1890, chủ yếu là từ Florida, nhưng dấy lên một số bất đồng tồn tại về giá trị của những mô tả này. Quần thể Florida Keys đôi khi được phân loại là một loài khác, chuột gạo bạc (Oryzomys argentatus). Dữ liệu từ gen ti thể cytochrome b cho thấy sự phân kỳ sâu sắc giữa các quần thể phía đông Mississippi và những quần thể xa hơn về phía tây, cho thấy rằng quần thể phía tây có thể được công nhận là một loài riêng biệt, Oryzomys texensis. Các loài này là một phần của chi Oryzomys, cũng bao gồm một số loài khác xuất hiện ở phía nam ở Mexico, Trung Mỹ và tây bắc Nam Mỹ, một số loài trước đây được coi là loài phụ của chuột gạo đồng lầy. Một loài, Oryzomys couesi, xuất hiện cùng với chuột gạo đồng lầy ở Tamaulipas và miền nam Texas.
Chuột gạo đồng lầy hoạt động về đêm, làm tổ bằng cây lách và cỏ, và thỉnh thoảng xây dựng đường đi. Chế độ ăn đa dạng của nó bao gồm thực vật, nấm và nhiều loại động vật khác nhau. Mật độ quần thể thường dưới 10 cho mỗi ha (bốn mẫu Anh) và phạm vi nơi ở khác nhau từ 0,23 đến 0,37 ha (0,57 đến 0,91 mẫu Anh), tùy thuộc vào giới tính và địa lý. Một lứa nói chung là từ 3 đến năm con non được sinh ra sau khi mang thai khoảng 25 ngày, chủ yếu là trong mùa hè. Con non không có khả năng tự lo khi sinh, nhưng được cai sữa sau một vài tuần. Một số loài động vật săn chuột gạo đồng lầy, bao gồm cả cú lợn trắng, và chúng thường sống ít hơn một năm trong tự nhiên. Chúng bị nhiễm nhiều loại ký sinh trùng khác nhau và chứa một virut hanta cũng lây nhiễm sang người. Loài này không cần quan tâm bảo tồn, nhưng một số quần thể đang bị đe dọa.

## Phân loại
Chuột gạo đồng lầy được xếp vào một trong tám loài thuộc chi Oryzomys, phân bố từ miền đông Hoa Kỳ (chuột gạo đàm lầy) đến tây bắc Nam Mỹ (O. gorgasi). Oryzomys trước đây bao gồm nhiều loài khác, đã được phân loại lại trong các nghiên cứu khác nhau, đỉnh điểm là các đóng góp của Marcelo Weksler và các đồng nghiệp trong năm 2006 đã loại bỏ hơn 40 loài từ chi này. Tất cả đều được đặt trong bộ Oryzomyini ("chuột gạo"), một tập hợp đa dạng của hơn 100 loài, và trên mức độ phân loại cao hơn trong phân họ Sigmodontinae của họ Cricetidae, cùng với hàng trăm loài khác, chủ yếu là loài gặm nhấm nhỏ, hầu hết trong số đó xuất hiện ở Nam và Trung Mỹ. Ở Hoa Kỳ, chuột gạo đồng lầy là loài gặm nhấm oryzomyine duy nhất ngoại trừ loài Oryzomys couesi ở một khu vực nhỏ ở miền nam Texas; một số loài sigmodontines khác có mặt là một số loài chuột bông (Sigmodon) ở nửa phía nam của nước Mỹ. 

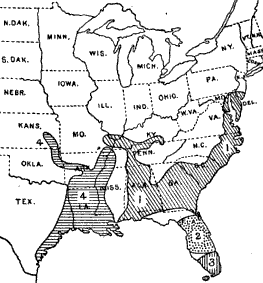
Phân bổ và phân loài của chuột gạo đồng lầy theo Goldman (1918). 1. O. p. palustris; 2. O. p. natator; 3. O. p. coloratus; 4. O. p. texensis

### Lịch sử ban đầu
Chuột gạo đồng lầy được phát hiện vào năm 1816 ở Nam Carolina bởi John Bachman. Bachman dự định mô tả loài này là Arvicola oryzivora, nhưng gửi một mẫu vật tới Richard Harlan và Charles Pickering tại Học viện Khoa học Tự nhiên ở Philadelphia để xác nhận danh tính của nó. Một mẫu vật khác, từ New Jersey, đã được tìm thấy trong bộ sưu tập của học viện, và Harlan đã tự mình, chống lại mong muốn của Pickering, mô tả loài mới là Mus palustris, tuyên bố nó là một trong số ít loài chuột thực sự của Hoa Kỳ. Tên palustris cụ thể là tiếng Latin dành cho "đầm lầy" và đề cập đến môi trường sống thông thường của loài.
Năm 1854, trong "The quadrupeds of North America", Bachman đã mô tả lại loài này là Arvicola oryzivora, xem xét chúng liên quan chặt chẽ hơn đến chuột đồng sau đó được đặt vào chi Arvicola, và cũng ghi nhận nó từ Georgia và Florida. Ba năm sau, Spencer Fullerton Baird lập luận rằng việc liên hệ loài chuột trên với Arvicola là sai lầm và đã đưa ra một tên gọi chung mới cho chuột gạo đồng lầy, Oryzomys. Tên này kết hợp của từ oryza "gạo" và mys "chuột" của tiếng Hy Lạp và đề cập đến thói quen ăn gạo của chuột. Vào thời điểm đó, Oryzomys đã được công nhận hoặc là một chi đầy đủ hoặc là một phân chi của chi Hesperomys hiện không còn tồn tại, nhưng từ những năm 1890, nó đã được công nhận rộng rãi như một chi khác với Hesperomys, với chuột gạo đồng lầy (Oryzomys palustris) là loài của nó.

### Tên gọi thông thường
Nhiều tên gọi phổ biến đã được đề xuất cho loài chuột này. Những người mô tả đầu tiên sử dụng tên "chuột gạo đồng cỏ" và "chuột đồng gạo" và vào những năm 1900, những cái tên như "chuột gạo", "chuột đồng lầy", và "chuột gạo đầm lầy" đã được mang vào sử dụng. Một số phân loài đã có tên chung, chẳng hạn như "chuột đầm lầy Florida", [45] "chuột gạo biết bơi", [46] và "chuột gạo Trung Florida" cho O. p. natator, [47] "Chuột đầm lầy của Bangs", [45] "Chuột gạo Cape Sable", [46] và "Chuột gạo Everglades" cho O. p. coloratus; [48] và "chuột gạo Texas" cho O. p. texensis. [49] Loài này hiện nay thường được gọi là "chuột gạo đồng lầy", [50] mặc dù "oryzomys đầm lầy" cũng đã được sử dụng gần đây. [51] Dạng chuột Florida Keys (O. p. Argentatus) được gọi là "chuột gạo bạc".

## Mô tả
Chuột gạo đồng lầy là loài gặm nhấm cỡ trung mà trông giống như chuột màu đen và nâu thông thường, nhưng có sự khác biệt về màu sắc lớn hơn giữa phần trên và phần dưới.Bộ lông dày và ngắn. Các phần trên thường từ màu xám đến màu nâu xám với phần đầu có màu sáng hơn chút, và phân tách rõ ràng từ phần dưới với màu trắng nhạt đến phần chân. Chúng có túi má nhỏ. Tai của loài này có màu giống như phần trên, nhưng có một mảng lông màu sáng trước chúng. Đuôi có màu nâu sẫm ở trên và có thể nhạt dần ở phía dưới. Lông bảo vệ dài và không màu, có đầu màu bạc. Khi chuột gạo đồng lầy bơi, nước bị giữ ở trong lông nhằm tăng khả năng nổi và giảm sự mất nhiệt. Giống như các loài oryzomyine khác, các con cái có tám núm vú.

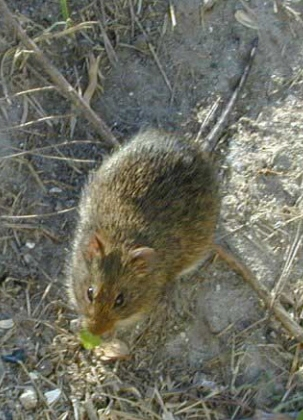
Chuột gạo đồng lầy thường có màu đỏ hơn so với các con chuột cùng loài khác ở nơi khác

Chân trước có 4 ngón và chân sau có 5 ngón.Chân trước không có chùm móng (chùm lông trên ngón chân). Chân sau rộng và có năm ngón nhỏ. Nhiều miếng đệm đã bị giảm thiểu, cũng như chùm móng, nhưng các màng nhỏ đã có mặt. Dạng chuột ở The Florida Keys, P. o. argentatus, thậm chí có chùm móng bị giảm nhiều hơn. Các đặc điểm này là sự thích nghi phổ biến cho cuộc sốn dưới nước trong loài oryzomyines.
Một số biến thể địa lý của màu lông có xuất hiện; quần thể phía tây (P. o. texensis) có màu sáng hơn phía đông (P. o. palustris), và quần thể Florida thường có màu nây đỏ hoặc đỏ hơn so với quần thể kể trên, cùng với quần thể ở phía nam Florida (P. o. coloratus) có màu sáng hơn so với quần thể ở trung tâm của bang (P. o. natator). Dạng chuột The Florida Keys (P. o. Argentatus) có màu bạc, và hai dạng Florida khác — P. o. planirostris và P. o. sanibeli - thiếu tông màu đỏ của quần thể Florida đại lục và thay vào đó hơi xám, giống như P. o. planirostris, hoặc nâu (P. o. sanibeli). Vào năm 1989, Humphrey và Setzer đánh giá biến thể về màu sắc giữa các quần thể Florida. Họ phát hiện ra P. o. argentatus màu sáng hơn đáng kể và P. o. planirostris và P. o. sanibeli có phần hơi đậm hơn quần thể đại lục, và P. o. argentatus có lông màu vàng nhạt hơn, nhưng không thấy có sự khác biệt đáng kể nào về màu đỏ. Biến thể đáng kể trong quần thể cũng đã được tìm thấy.
Tổng chiều dài là từ 226 đến 305 mm, chiều dài đuôi là từ 108 đến 156 mm, chiều dài chân sau là từ 28 đến 37 mm. Khối lượng cơ thể vào khoảng 40 đến 80 g với con đực có kích cỡ lớn hơn một chút. Các cá thể lớn nhất xuất hiện ở Florida và dọc theo bờ biển Duyên hải tây châu thổ sông Mississippi.
Dạ dày có mô hình đặc trưng của loài sigmodontines (unilocular-hemiglandular); bụng không được chia làm hai buồng bởi khuyết góc dạ dày và phần trước (antrum) được bao phủ bởi biểu mô tuyền. Không có các túi mật, đặc điểm từ tổ tiên chung của loài Oryzomyini. Nhiễm sắc thể đồ bao gồm 56 nhiễm sắc thể và một số cơ bản của 60 cánh tay nhiễm sắc thể (2n = 56, FN = 60). Dạng nhiễm sắc thể giới tính đã được sử dụng để phân biệt chuột gạo đồng lầy từ loài Oryzomys couesi, nhưng có thể quá khác biệt giữa các loài Oryzomys mà có ích trong việc phân biệt chúng. Bất hoạt nhiễm sắc thể X xảy ra ở chuột gạo đồng lầy, mặc dù loài này thiếu retrotransposon LINE-1 mà đã được đề xuất như thành phần của quá trình bất hoạt. Các đột biến kết hợp hoặc bổ sung răng hàm và với lông nhẹ đã được ghi chép trong các khuẩn lạc trong phòng thí nghiệm; các răng hàm bất thường rõ rằng là kết quả của đột biến đơn lặn tự phát. Ở khoảng 50%, hematocrit (tỷ lệ hồng cầu trong máu) cao ở chuột gạo đồng lầy so với các loài gặm nhấm khác; đây có thể là một sự thích ứng cho phép chuột gạo đồng lầy tăng dung tích oxy trong khi bơi dưới nước.

### Giải phẫu sinh dục con đực
Quy đầu dài và khỏe, trung bình dài 7,3 mm và rộng 4,6 mm, và xương ngọc hành (xương dương vật) dài 6,6 mm. Như đặc trưng của loài Sigmodontinae, chuột gạo đồng lầy có dương vật phức tạp, với phần ngoại biên của xương ngọc hành dài ba ngón (digit). Kích thước giữa lớn hơn đáng kể so với các kích thước ở hai bên. Bề mặt ngoại biên của dương vật hầu như được che bởi lông gai, nhưng một vòng mô không gai rộng đã được tìm thấy. Vị trí nhú (nhô ra giống như núm vú) ở mặt lưng (phía trên) của dương vật được bao phủ bởi các gai nhỏ, một đặc tính mà chuột lùn chỉ chia sẻ với các loài chuột Oligoryzomys và Oryzomys trong số các loài oryzomyin được kiểm tra. Quả cầu có kích thước chiều sâu hơn chiều rộng.
Một số đặc điểm của tuyến phụ ở vùng sinh dục con đực khác nhau giữa các loài oryzomyine. Trong con chuột gạo đầm lầy, một cặp tuyến bao quy đầu có mặt ở dương vật. Như thường thấy đối với loài sigmodontines, hai cặp tuyến tiền liệt tuyến ở phần bụng và một cặp tuyến tiền liệt tuyến ở lưng và phía trước tồn tại. Phần cuối của tinh nang được gấp nếp bất thường, không nhẵn như hầu các các loài oryzomyines khác.

## Phân bố và Môi trường sống

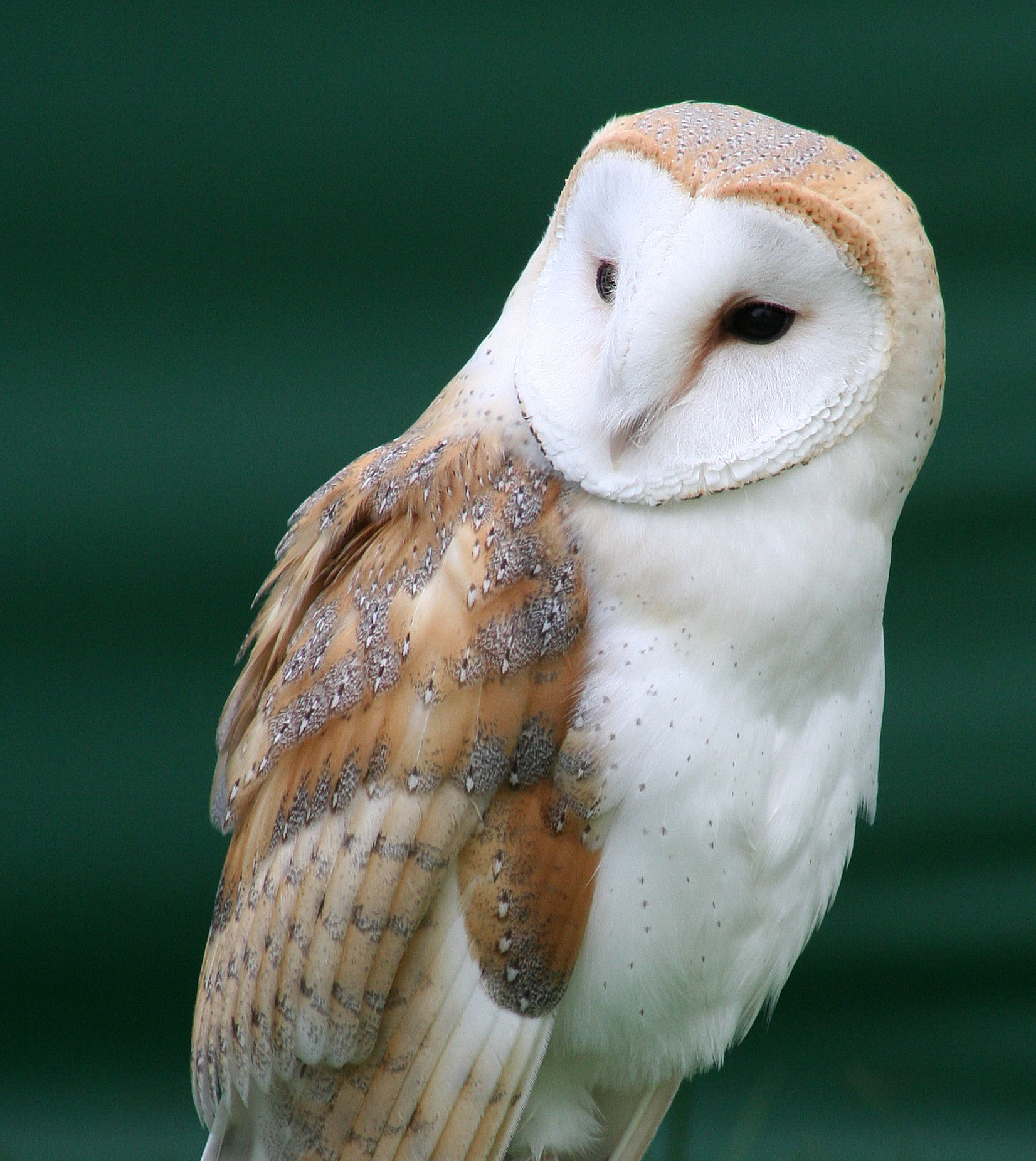
Hình ảnh Cú lợn trắng ở gần

Chuột gạo đồng lầy hiện xuất hiện ở hầu hết tây và nam nước Mỹ, đông bắc đến nam New Jersey, và từ nam đến tây nam Texas và cuối tây nam Tamaulipas, Mexico. Các ghi chép về phía cực bắc ở nội địa Hoa Kỳ thì loài xuất hiện ở Oklahoma, tây nam Kansas, nam Missouri và Illinois, và nửa nam Kenturky, nhưng không có mặt ở hầu hết Appalachians. Hóa thạch của chuột gạo đồng lầy được biết có từ thời Rancholabrean (cuối Thế Canh Tân, ít hơn 300.000 năm trước) ở Florida và Georgia và vẫn được dùng nói đến phân loài đã tuyệt chủng O. p. fossilis từ thời kỳ Wisconsinan và Sangamonian ở Texas và Illinoian và Sangamonian ở Kansas.Ở Florida Keys, chuột gạo xuất hiện ở hầu hết Lower Keys, nhưng không có ở Upper Keys nơi có nguồn gốc địa chất khác nhau và có lẽ không bao giờ kết nối bởi đất liền. Nhóm gen Cytb phía tây và phía đông trong loài chuột này có thể thể hiện sự mở rộng từ vùng trú ẩn băng hà khác nhau mà các loài bị giới hạn trong đó trong thời kỳ băng hà.
Hang động và dấu vết khảo cổ chỉ ra ra phạm vi của loài chuột gạo đồng lầy đã mở rộng đáng kể lên phía bắc và phía đông trước đó vào Thế Toàn Tân, về trung tâm Texas, Tây Nebraska, tây nam Iowa, trung tâm Illinois, nam Ohio, Tây Virginia, và tây nam Pennsylvania. Hầu hết các khu khảo cổ phía bắc có niên đại từ khoảng 1000 CE và có liên hệ với trồng trọt ngô nhưng ở một số khu hang động cổ, việc chuột gạo được tìm thấy cùng với loài Cừu trư khổng lồ (Dasypus bellus) cho thấy điều kiện khí hậu ấm áp. Có lẽ thời kỳ ấm áp trong Kỷ Đệ tứ cho phép loài này phân tán về phía bắc và khi khí hậu lạnh đi, quần thể di cư vẫn có thể sống sót ở phía Bắc như vật cộng sinh trong cộng đồng trồng trọt Người Mỹ Bản địa. Một số bán hóa thạch động vật lớn hơn một chút so với loài chuột gạo đồng lầy đang sống, có thẻ do hạn chế về môi trường đã được nới lỏng trong quần thể cộng sinh.
Ở Tamaulipas và miền nam Texas, phạm vi của loài này và Oryzomys couesi trùng nhau; ở một số quận của Kenedy, Willacy và Cameron, Texas, và ở cuối tây nam Tamaulipas, hai loài này được gọi là Sympatry (cùng xuất hiện tại các nơi giống nhau). Trong điều kiện thí nghiệm, chúng không giao phối với nhau và phân tích di truyền không cho ra bằng chứng về dòng gen hay lai tạo trong hoang dã. So với O. couesi, chuột gạo đồng lầy cho thấy ít biến đổi di truyền trong cùng quần thể nhưng nhiều hơn giữa các quần thể ở vùng tiếp xúc, có thể là do loài này bị giới hạn trong quần thể cô lập ở gần bờ biển.
Chuột gạo xuất hiện ở một số loại môi trường sống, từ đầm lầy muối đến suối trên núi và khe núi. Do đây là loài nửa sống ở nước, chúng dành nhiều thời gian trong nước, thường xuất hiện ở môi trường đất ngập nước. Chúng thích các khu vực mà đất được che bởi cỏ và cây bụi, giúp bảo vệ chúng khỏi kẻ săn mồi. Ở miền nam Illinois, chuột gạo đồng lầy có nhiều khả năng cao xuất hiện ở các vùng đất ngập nước mà có lớp cỏ bao phủ nhiều hơn, tầm nhìn thường bị che khuất và gần các đồng cỏ. Loài này cũng xuất hiện ở các vùng đất khô trên cao có thể đóng vai trò làm vũng lầy cho các động vật phân tấn, còn non và làm nơi trú khi thủy triều cao. Chuột gạo là loài bơi trên nước lão luyện; các nghiên cứu trên các quần đảo của bán đảo Delmarva Peninsula của Virginia thể hiện chúng có thể dễ dạng vượt eo biển 300-m (1000 ft) giữa các đảo.

## Hành vi và Sinh thái
Chuột gạo đồng lầy hoạt động về đêm cho nên ít khi con người nhìn thấy, mặc dù chúng là một trong những loài có vú thông thường nhất trong vùng. Chúng xây tổ bằng cây lách và cỏ, to khoảng 13 cm (5 in) được đặt dưới đống đá, gần bụi rậm, trong các hang ngắn, hoặc ở trên cao trong thảm thực vật thủy sinh. Chúng cũng có thể sử dụng tổ cũ của loài Hồng tước đầm lầy (Cistothorus palustris), Chuột xạ hương (Ondatra zibethicus) và một số loài khác. Chuột gạo đồng lầy đôi khi tạo đường đi lớn hoặc đào các hang. Chúng là những tay bơi giỏi và luôn sẵn sàng với khả năng dễ dàng di chuyển trong nước hơn 10 m (33 ft), và thường trú trong nước khi bị đánh động. Loài chuột này ở Florida Keys thỉnh thoảng còn trèo lên cây, nhưng không quá 90 cm (3,0 ft). Chuột gạo đồng lầy rất sạch sẽ và rất hay tự chải lông có lẽ để giữ cho lông có thể chống thấm nước. Chúng khá hung hăng đối với các con cùng loài và thường phát ra tiếng kêu cao thanh khi đánh nhau. Trong thảm thực vật dày đặc, phạm vi cảm nhận của chúng (khoảng cách mà từ đó một con vật có thể phát hiện một mảng môi trường sống thích hợp) là dưới 10 m (33 ft). Khi thả ra ngoài môi trường đất ngập nước tự nhiên. chúng thường di chuyển ngược hướng gió hoặc theo hướng gió, có lẽ để di chuyển theo một đường thẳng. Đây là một chiến thuật hữu ích cho việc tìm môi trường sống phù hợp.
Chuột gạo là nguồn thức ăn của nhiều loài động vật. Cú lợn trắng (Tyto alba) là một trong những loài quan trọng nhất; một nghiên cứu cho thấy rằng 97,5% phần còn lại của động vật có xương sống trong phân của chúng thuộc về chuột gạo. Những kẻ săn mồi khác bao gồm chim (diều hâu, Circus cyaneus, và Cú lông sọc, Strix varia), rắn (cottonmouth moccasins, Agkistrodon piscivorus; và những loài khác), cá sấu, và các loài ăn thịt như chồn, Procyon lotor; cáo đỏ, Vulpes vulpes; chồn nâu, Neovison vison; chồn thuộc chi Mustela; và chồn hôi sọc, Mephitis mephitis). Nhiều ký sinh trùng đã được ghi nhận trong chuột gạo, bao gồm nhiều loại ve và bọ ve, chấy và bọ chét trong số các ký sinh trùng bên ngoài và nhiều loại giun tròng và các loài ký sinh bên trong khác.
Viêm nha chu, một bệnh do vi khuẩn ảnh hưởng đến hàm, đặc biệt rất có hại cho loài chuột này; chúng đã được đề xuất làm mẫu nghiên cứu cho căn bệnh này ở người.Danh tính của tác nhân vi khuẩn vẫn là ẩn số. Vitamin E, fluoride và iodide bảo vệ chống lại sự loãng xương liên quan đến căn bệnh này ở chuột gạo và chế độ ăn nhiều sucroza làm tăng mức độ nghiêm trọng của viêm nha chu. Một trường hợp của chứng gù đã được quan sát thấy ở một con chuột gạo đồng lầy ở Bắc Carolina.

### Biến động quần thể
Mật độ quần thể của chuột gạo thường không đạt 10 trên mỗi ha. Thời tiết có thể ảnh hưởng đến biến động quần thể, ở Everglades, mật độ có thể vượt quá 200 con mỗi ha, khi lũ lụt tập trung quần thể trên các đảo nhỏ, Ở Florida Keys, mật độ quần thể dưới một con trên mỗi ha.có lẽ do đảo Breton, Louisiana, là một môi trường sống không điển hình nên phạm vi sống của con đực trung bình khoảng 0,37 ha và ở con đực khoảng 0,23 ha. Một nghiên cứu ở Florida tìm thấy phạm vi sống của con đực trung bình là 0,25 ha và con cái là 0,33 ha.
Kích thước quần thể thường lớn nhất vào mùa hè và giảm dần vào mùa đông, mặc dù quần thể ở Texas và Louisiana có thể ổn định hơn theo mùa. Loài này cũng thường giảm cân nặng trong mùa đông. Kích thước quần thể khác biệt đáng kể từ năm này qua năm khác ở nam Texas. Ở ven biển Mississippi, bão có thể không làm cho dân số suy giảm đáng kể, và ở Texas, việc môi trường sống của chúng bị ngập không ảnh hưởng đáng kể đến kích thước quần thể. Tuy nhiên, ở Mississippi, lũ lụt đã gây ra một sự suy giảm rõ rệt về số lượng vốn rất nhiều của chuột gạo.
Ở phần phía bắc của phạm vi sống của chuột gạo, chúng thường xuất hiện với chuột cỏ (Microtus pennsylvanicus), nhưng không có bằng chứng cho thấy chúng cạnh tranh với nhau. Ở phía nam, chuột bông lông xồm (Sigmodon hispidus) và chuột gạo thường xuyên xuất hiện cùng nhau; mực nước được biết là có ảnh hưởng đến sự phong phú tương đối của hai loài này ở Florida.Chuột bông chủ yếu hoạt động vào ban ngày, có thể giúp phân biệt vai trò của nó với chuột gạo.

### Chế độ ăn

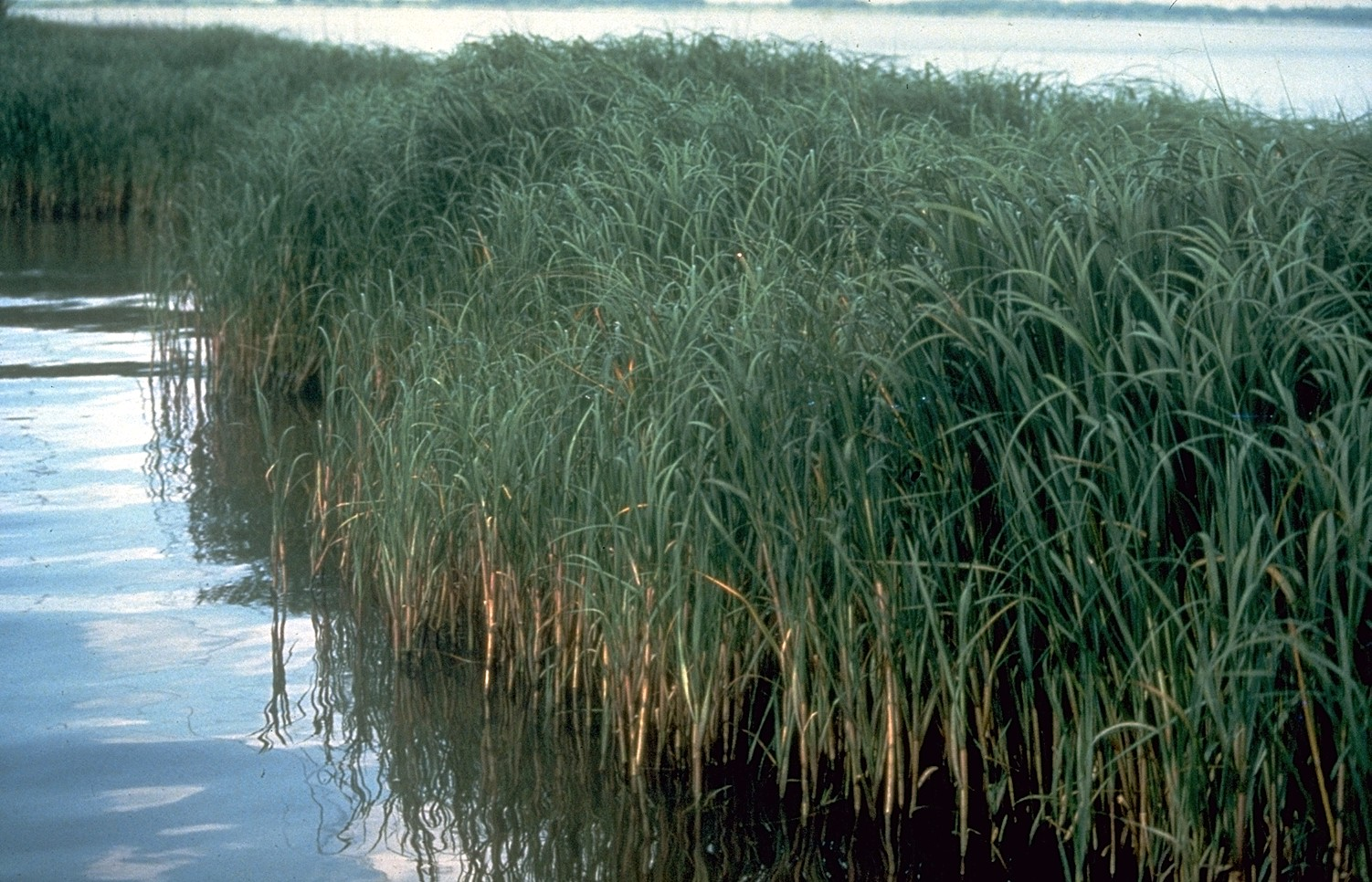
Cây Spartina là thức ăn của loài chuột gạo đồng lầy

Chuột gạo ăn cả thực vật lẫn động vật, và thường ăn thịt nhiều hơn so với các loài gặm nhấm khác; thức ăn chủ yếu sẽ khác theo từng mùa. Thực vật là thức ăn của chuột gạo bao gồm các loài như Spartina, Salicornia, Tripsacum, và Elymusl. Chúng chủ yếu ăn hạt và các phần mọng nước. Loài này thích cây Spartina alterniflora đã được bón phân đạm và chủ yếu ăn các mô bên trong của thân cây, có lẽ vì các loại thực vật được bón phân đạm chứa ít dimetylsulfoniopropionat hơn trong các mô bên trong của chúng. Chuột gạo đồng lầy là một loài gây hại chủ yếu trên các nông trang lúa, và ăn lúa khi nó mới được trồng. Nó cũng ăn nấm Endogone vào một số thời điểm.
Các loài động vật quan trọng đối với chuột gạo đồng lầy bao gồm côn trùng, còng, và ốc sên, tuy còn nhiều loài vật khác cũng là thức ăn đối với chuột gạo như các loài cá, trai, rùa. Chúng ăn phần xác của chuột xạ hương, chim sẻ và là loài săn mồi quan trọng nhất đối với trứng và những con non của chim Hồng tước đầm lầy. Chuột gạo cũng ăn trứng và con non của loài chim sẻ Ammodramus maritimus và rất hung hắng đối với loài chim sẻ nói chung, có vẻ dẫn đến việc các loài chim này không làm tổ ở gần vùng đầm lầy ngập mặn bờ biển ở Juncus tại Florida. Trên những hòn đảo ở Bắc Carolina, trứng của các loài chim Sterna forsteri cũng là thức ăn của chuột gạo. Thậm chí, còn có những quan sát cho thấy chuột gạo cũng ăn trứng cá sấu mõm ngắn tại Georgia.
Các nghiên cứu phòng thì nghiệm cũng phát hiện ra rằng chuột gạo đồng lầy tiêu hóa từ 88% đến 95% năng lượng trong thức ăn. Chúng giảm cân khi chỉ ăn cỏ chăn nuôi Spartina, còng, hoặc hạt hướng dương, nhưng khi chế độ ăn bao gồm nhiều loại hoặc nhiều loại giun là đủ để chúng giữ trọng lượng.Trong một nghiên cứu, chuột gạo đồng lầy không thể hiện hành vi tích trữ, nhưng các loài chuột gạo hoang dã đã được quan sát thấy có đưa thức ăn về tổ. Ngay cả khi chúng ở vùng cao, loài chuột này chủ yếu ăn thực vật và động vật thủy sinh, mặc dù chúng cũng ăn một số thực vật trên cạn.

### Sinh Sản và vòng đời
Giao phối chủ yếu diễn ra trong mùa hè. Một số nghiên cứu cho thấy việc giao phối kết thúc hoàn toàn vào mùa đông, nhưng việc giao phối vào mùa đồ thường xảy ra ở các vùng ở cực Bắc ở Virginia, chủ yếu do chu kỳ sáng ảnh hưởng đến nhịp sinh học của loài này, thứ quyết định cho việc giao phối. Ở cả Texas và Virginia, sự thay đổi về hoạt động sinh sản ở con cái thấp hơn ở con đực. Ở phía nam trong phạm vi của chúng, chuột gạo đồng lầy giao phối ít hơn khi mùa hè vào đợt nóng đỉnh điểm.Thời gian của chu kỳ động dục dao động từ 6 đến 9 ngày, trung bình 7,72 ngày. Thời kỳ động dục xảy ra một lần nữa sau khi một lứa đẻ được sinh ra. Hành vi giao cấu trong chuột gạo tương tự như đối với loài chuột nâuở thí nghiệm. Trước khi giao phối bắt đầu, "con đực đuổi theo con cái từ phía sau." Sau đó, con đực liên tục hú và trèo lên con cái; không phải lúc nào việc trèo lên cũng kết thúc bằng việc xuất tinh, Việc giao cấu chỉ kéo dài khoảng 250 ms (mili giây), nhưng trong khi giao phối, việc giao cấu và khoảng nghỉ giữa mỗi lần ngày càng dài hơn.Ngay cả khi con đực đã thỏa mãn sau khi giao phối, nó vẫn có thể giao phối lại nếu có con cái mới (hiệu ứng Coolidge). Một phần có thể là do sự chống lại của con cái, tần suất xuất tinh trong khi giao phối là khá thấp ở chuột gạo đồng lầy khi so sánh với chuột thí nghiệm, chuột hamster.
Sau khi mang thai khoảng 25 ngày, 3-5 con non thường được sinh ra, mặc dù kích thước một lứa đẻ có thể thay đổi từ một đến bảy. Phụ nữ có thể có tới sáu lứa mỗi năm. Con mới sinh nặng từ 3 đến 4 g (khoảng 0,10 đến 0,15 oz) và bị mù và gần như không có lông. Số lượng con cái và con đực sinh ra là gần tương đương. Các tai bên ngoài (pinnae) sớm mở ra và vào ngày đầu tiên, móng vuốt có thể nhìn thấy và các con non này phát ra các tiếng kêu cao thanh. Vào ngày thứ hai, chúng có thể bò, và trong khoảng thời gian từ ba đến năm ngày, râu và mí mắt phát triển. Vào hai ngày tiếp theo, vú và răng cửa trở nên có thể nhìn thấy và con non trở nên năng động hơn. Từ ngày thứ 8 đến ngày thứ 11, mắt mở, lông phát triển và con non bắt đầu ăn thức ăn đặc. Việc cai sữa xảy ra vào ngày 11 đến ngày 20, theo các nghiên cứu khác nhau. Biến thểđáng kể được báo cáo về khối lượng cơ thể ở các độ tuổi khác nhau, có lẽ do biến đổi địa lý. Hoạt động tình dục bắt đầu khi chúng được khoảng 50 đến 60 ngày tuổi. Trong tự nhiên, chuột gạo thường sống ít hơn một năm, một nghiên cứu cho rằng tuổi thọ trung bình chỉ là bảy tháng.

## Tương tác với con người
Chuột gạo đồng lầy thường không quan trọng đối với loài người, và có thể đây là lý do cho việc chúng không được nghiên cứu kỹ như một số loài gặm nhấm ở Bắc Mỹ khác. Vào năm 1931, Arthur Svihla ghi lại rằng hầu như không có thông tin nào được công bố về thói quen và lịch sử vòng đời của chuột gạo đồng lầy kể từ công bố năm 1854 của Audubon và Bachman. [182] Viết về động vật có vú ở Everglades, Thomas E. Lodge ghi lại rằng mặc dù cái tên "chuột" thường được đưa ra để chỉ chuột nâu và chuột đen, vẻ ngoài của chuột gạo có thể dễ mến, thậm chí có phần đáng yêu. JS Steward đã đề xuất chuột gạo đồng lầy làm mẫu sinh vật vào năm 1951 để nghiên cứu một số bệnh nhiễm trùng mà khi đó các động vật gặm nhấm khác được sử dụng thì lại không dễ bị nhiễm bệnh. Chuột gạo đồng lầy khá nhạy cảm với bệnh viêm nha chu (periodontitis) và đã được sử dụng làm hệ thống mẫu dành cho nghiên cứu về bệnh này.
Chuột gạo đồng lầy là vật chủ chủ yếu của vi rút Bayou (BAYV), là tác nhân phổ biến đứng thứ hai của lây nhiễm Virus Hanta ở Hoa Kỳ. Khoảng 16% loài này bị nhiễm và vi khuẩn này phổ biến nhất ở những con già, nặng. Vi khuẩn này có thể lây truyền qua chuột gạo thông qua các vết cắn gây ra trong khi đánh nhau. Nó cũng có mặt trong nước bọt và nước tiểu của chuột gạo, và việc lây nhiễm cho người có thể xảy ra do tiếp xúc với các dịch bài tiết trên. Hai virus hanta có liên quan là virus Catacama và virus Playa de Oro được biết đến lần lượt từ loài Oryzomys couesi ở Honduras và tây Mexico. Một loại virus arenavirus thường liên quan đến chuột woodrats (Neotoma) cũng đã được tìm thấy ở chuột gạo ở Florida. Kháng thể chống lại Borrelia burgdorferi, vi khuẩn gây bệnh Lyme ở Hoa Kỳ, đã được tìm thấy ở chuột gạo đồng ở Virginia, Maryland, Bắc Carolina và Tennessee. [190] Một loại vi khuẩn gây bệnh khác, Bartonella, được biết đến từ những con chuột gạo của Georgia.
Sách đỏ IUCN năm 2016 đánh giá tình trạng bảo tồn của chuột gạo là "Loài ít quan tâm", bởi vì nó là một loài thông thường, phổ biến và ổn định mà không có mối đe dọa lớn xảy ra ở một số khu bảo tồn. Dạng chuột từ Florida Keys đang hiếm và đang trên đà suy giảm và bị đe dọa bởi sự cạnh tranh với chuột đen, sự săn bắt của mèo nhà, sự mất môi trường sống, và mất biến thể di truyền; chúng được coi là có nguy cơ tuyệt chủng. Ở rìa phía bắc trong phạm vi phân bổ, chuột gạo được liệt kê là bị đe dọa ở Illinois, và liệu nó có còn tồn tại ở Pennsylvania hay không là không rõ ràng; chúng có thể xuất hiện từ trước ở các bãi lầy triều ở sông Delaware. Ở Illinois, quần thể của nó có thể đã được hồi phục do vùng đất ngập nước đã được phát triển để bảo vệ các loài chim nước và chim lội và do các vùng ngập nước thường được phát triển ở các khu vực khai thác mỏ bỏ hoang. Một nghiên cứu năm 2001 dự bảo rằng thay đổi khí hậu sẽ giảm phạm vi của loài này ở Texas, nơi chúng đang phổ biến, do đó chúng có thể bị đe dọa bởi việc mất môi trường sống trong tương lai. Một nghiên cứu tại Paducah Gaseous Diffusion Plant cho thấy chuột gạo tích tụ nhiều biphenyl polychlorinated hơn, nhưng lại ít kim loại nặng hơn chuột Peromyscus leucopus.

## Hình ảnh

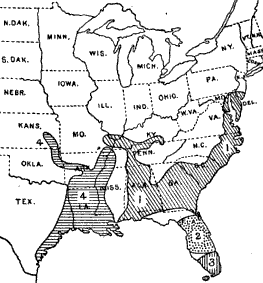
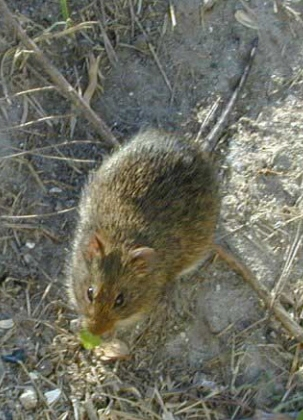
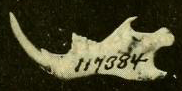
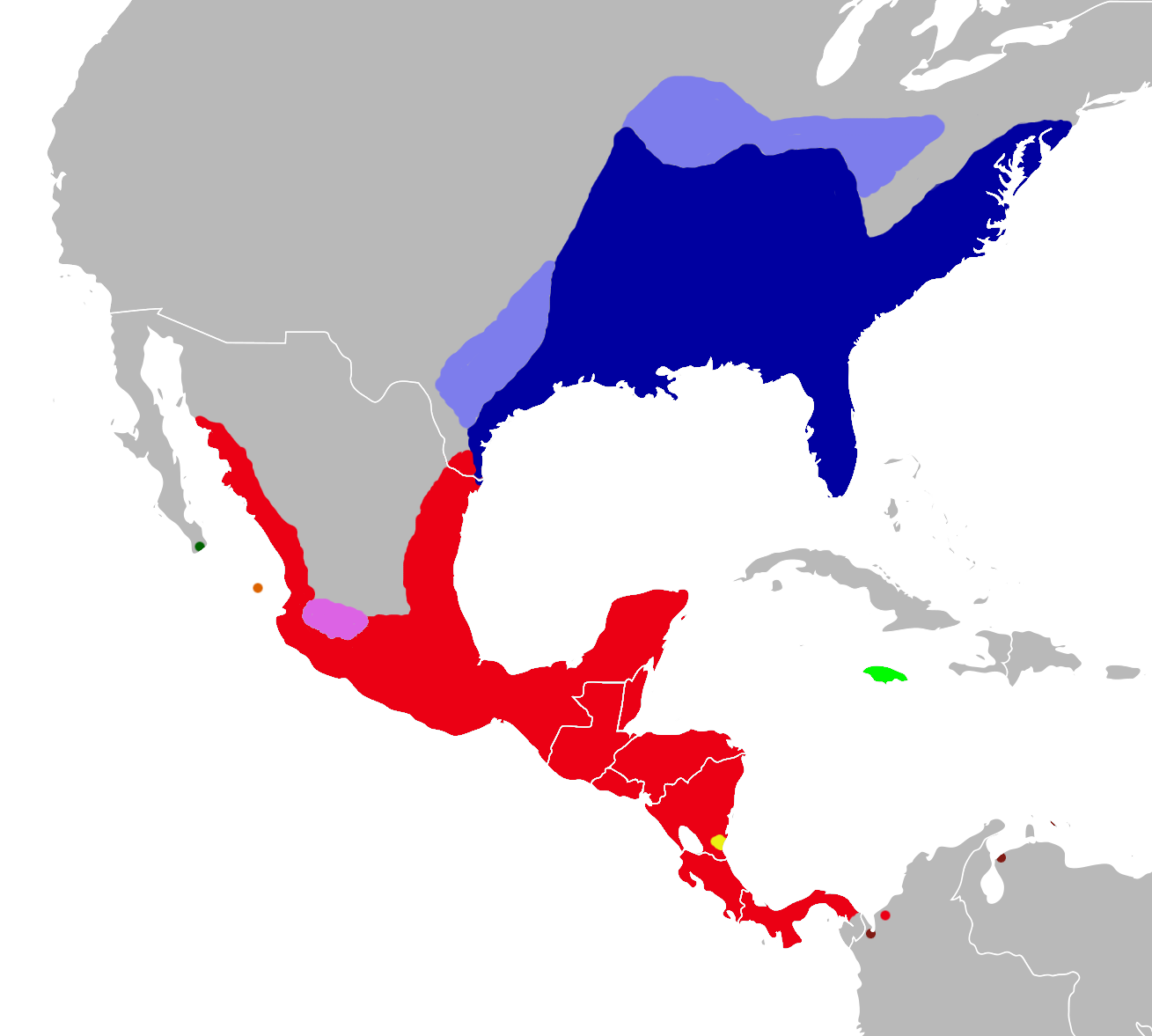